# Hirošima
Hirošima (japonsko 広島市, latinizirano: Hirošima-ši, japonska izgovorjava: [çiɾoɕima]) je glavno mesto prefekture Hirošima na Japonskem. Od 1. junija 2019 je imelo mesto ocenjeno število prebivalcev 1.199.391. Bruto domači proizvod (BDP) v širši Hirošimi, mestnem zaposlovalnem območju Hirošime, je od leta 2010 znašal 61,3 milijarde USD. Kazumi Macui je župan mesta od aprila 2011.
Hirošima je bila ustanovljena leta 1589 kot grajsko mesto ob delti reke Ōta. Po obnovi Meidži leta 1868 se je Hirošima hitro spremenila v glavno urbano središče in industrijsko središče. Leta 1889 je uradno dobila status mesta. Mesto je bilo središče vojaških dejavnosti v cesarskem obdobju in je igralo pomembne vloge, na primer v prvi kitajsko-japonski vojni, rusko-japonski vojni in obeh svetovnih vojnah.
Hirošima je bilo prvo mesto, ki je bilo tarča jedrskega orožja. To se je zgodilo 6. avgusta 1945 ob 8.15 zjutraj, ko so letalske sile Združenih držav Amerike (USAAF) na mesto odvrgle atomsko bombo Little Boy. Večji del mesta je bil uničen, do konca leta pa je zaradi eksplozije in njenih posledic umrlo med 90.000 in 166.000 ljudi. Spomenik miru v Hirošimi (Unescov seznam svetovne dediščine) služi kot spomin na bombardiranje.
Odkar je bila obnovljena po vojni, je Hirošima postala največje mesto v regiji Čugoku na zahodnem Honšuja.

## Zgodovina

### Zgodnja zgodovina
Regija, kjer danes stoji Hirošima, je bila prvotno majhna ribiška vas ob obali zaliva Hirošima. Od 12. stoletja je bila vas precej uspešna in je bila gospodarsko povezana z zen budističnim templjem, imenovanim Mitaki-dži. To novo blaginjo je delno povzročilo povečanje trgovine s preostalo Japonsko pod okriljem klana Taira.

### Obdobji Sengoku in Edo (1589–1871)
Hirošimo je leta 1589 na delti obale Notranjega morja Seto ustanovil mogočni vojskovodja Mōri Terumoto. Grad Hirošima je bil hitro zgrajen in leta 1593 se je vanj vselil Mōri. Ime Hirošima v japonščini pomeni »širok otok«. Terumoto je bil v bitki pri Sekigahari na strani poražencev. Zmagovalec bitke, Tokugava Iejasu, je Terumotu odvzel večino njegovih fevdov, vključno s Hirošimo in dal provinco Aki Masanori Fukušima, daimju (fevdalnemu gospodarju), ki je podpiral Tokugavo. Od leta 1619 do 1871 je Hirošimi vladal klan Asano.
- Mitaki-dera
- Fudoin
- Grad Hirošima

### Obdobji Meidži in Šova (1871–1939)
Po ukinitvi Hanov leta 1871 je mesto postalo glavno mesto prefekture Hirošima. Hirošima je v cesarskem obdobju postala glavno urbano središče, ko se je japonsko gospodarstvo preusmerilo iz pretežno podeželskih v mestne industrije. V 1870-ih je bila v Hirošimi ustanovljena ena od sedmih angleških jezikovnih šol, ki jih je sponzorirala vlada. Pristanišče Udžina je bilo zgrajeno s prizadevanji guvernerja Hirošime Sadaakija Sende v 1880-ih, kar je Hirošimi omogočilo, da postane pomembno pristaniško mesto.
Železnica San'jō je bila leta 1894 razširjena do Hirošime, železniška proga od glavne postaje do pristanišča pa je bila zgrajena za vojaški prevoz med prvo kitajsko-japonsko vojno. Med to vojno se je japonska vlada začasno preselila v Hirošimo, cesar Meidži pa je ohranil svoj sedež na gradu Hirošima od 15. septembra 1894 do 27. aprila 1895. Pomen Hirošime za japonsko vlado lahko razberemo iz dejstva, da je prvi krog pogovorov med kitajskimi in japonskimi predstavniki o koncu kitajsko-japonske vojne potekal v Hirošimi od 1. do 4. februarja 1895. V poznem 19. stoletju so v Hirošimi ustanovili nove industrijske obrate, vključno z mlini za bombaž. Nadaljnjo industrializacijo v Hirošimi je spodbudila rusko-japonska vojna leta 1904, ki je zahtevala razvoj in proizvodnjo vojaških zalog. Komercialna razstavna dvorana prefekture Hirošima je bila zgrajena leta 1915 kot središče za trgovino in razstavo novih izdelkov. Kasneje se je njegovo ime spremenilo v Hirošimsko prefekturno razstavno dvorano izdelkov in ponovno v Hirošimsko prefekturno industrijsko promocijsko dvorano.
Med prvo svetovno vojno je Hirošima postala žarišče vojaške dejavnosti, ko je japonska vlada vstopila v vojno proti zavezniškim silam. Približno 500 nemških ujetnikov je bilo zadržanih na otoku Ninošima v zalivu Hirošima. Rast Hirošime kot mesta se je nadaljevala po prvi svetovni vojni, saj je mesto zdaj pritegnilo pozornost katoliške cerkve in 4. maja 1923 je bil za to mesto imenovan apostolski vikar.
- Podružnica Old Micui Bank Hirošima (1928)
- Zemljevid mesta Hirošima v 1930-ih (japonska izdaja)
- Staro vojaško skladišče orožja v Hirošimi

### Druga svetovna vojna in bombardiranje z atomsko bombo (1939–1945)
Med drugo svetovno vojno je bil štab druge splošne vojske in regionalne vojske Čugoku v Hirošimi, poveljstvo mornarice vojske pa je bilo v pristanišču Udžina. Mesto je imelo tudi velika skladišča vojaških zalog in je bilo ključno središče za ladijski promet.
Bombardiranje Tokia in drugih mest na Japonskem med drugo svetovno vojno je povzročilo obsežno uničenje in več sto tisoč žrtev med civilisti. Takih zračnih napadov na Hirošimo ni bilo. Vendar pa je resnična grožnja obstajala in je bila prepoznana. Za zaščito pred morebitnimi požarnimi bombami v Hirošimi so šolske otroke, stare od 11 do 14 let, mobilizirali za rušenje hiš in ustvarjanje požarnih pregrad.
V ponedeljek, 6. avgusta 1945, ob 8.15 (hirošimski čas) je bila jedrska bomba Little Boy odvržena na Hirošimo z ameriškega letala Boeing B-29 ''Superfortress'', Enola Gay, ki ga je vodil Paul Warfield Tibbets Jr. (23. februar 1915 – 1. november 2007). Neposredno ubitih je bilo najmanj 70.000 ljudi, vključno s tisoči korejskih suženjskih delavcev. Manj kot 10 % žrtev je bilo vojaških.  Do konca leta so poškodbe in sevanje prinesle skupno število smrti na 90.000–140.000. Pred bombardiranjem je bilo okoli 345.000 prebivalcev. Približno 70 % mestnih stavb je bilo uničenih, dodatnih 7 % pa resno poškodovanih.
Javna objava filmskih posnetkov mesta po napadu in nekaterih raziskav Komisije za žrtve atomske bombe o učinkih napada na ljudi je bila med okupacijo Japonske omejena, večina teh informacij pa je bila cenzurirana do podpisa Pogodbe iz San Francisca leta 1951, ki je ponovno vrnila nadzor Japoncem.
Kot je opazil Ian Buruma:
Ameriški vojaški cenzorji so med zavezniško okupacijo novico o osupljivi eksploziji napadov atomske bombe na Japonsko namenoma prikrili japonski javnosti – čeprav so skušali domačine naučiti vrlin svobodnega tiska. Statistika žrtev je bila zamolčana. Film, ki so ga posneli japonski snemalci v Hirošimi in Nagasakiju po bombnem napadu, je bil zasežen. Prispevek Hirošima, ki ga je napisal John Hersey za The New Yorker, je imel velik vpliv v ZDA, vendar je bil na Japonskem prepovedan. Kot pravi [John] Dower: »V samih krajih trpljenje ni bilo samo zaradi narave katastrofe brez primere ... ampak tudi zaradi dejstva, da javni boj s to travmatično izkušnjo ni bil dovoljen«. 
Ameriške okupacijske oblasti so ohranile monopol nad znanstvenimi in medicinskimi informacijami o učinkih atomske bombe z delom Komisije za nesreče zaradi atomske bombe, ki je podatke, zbrane v študijah hibakuša, obravnavala kot privilegirane informacije, namesto da bi rezultate dala na voljo za zdravljenje žrtev ali zagotavljanje finančne ali zdravstvene podpore za pomoč žrtvam.
Knjiga Hirošima avtorja Johna Herseyja je bila prvotno objavljena v obliki članka v reviji The New Yorker 31. avgusta 1946. Poroča se, da je dosegla Tokio v angleščini vsaj do januarja 1947, prevedena različica pa je bila izdana na Japonskem leta 1949. Čeprav je bil članek načrtovan za objavo v štirih številkah, je Hirošima sestavljala celotno vsebino ene številke revije. Pripoveduje zgodbe o šestih preživelih neposredno pred in štiri mesece po padcu bombe Little Boy.
Navadni oleander (Nerium oleander) je uradna roža mesta Hirošima, ker je prvi znova zacvetel po eksploziji atomske bombe leta 1945.
- Hirošima avgusta 1945
- Hirošima oktobra 1945, dva meseca po bombardiranju
- Podružnica Old Micui Bank Hirošima 1945

### Povojno obdobje (1945–danes)
17. septembra 1945 je Hirošimo prizadel tajfun Makurazaki (tajfun Ida). Prefektura Hirošima je utrpela več kot 3000 smrtnih žrtev in poškodb, kar je približno polovica vseh v državi. Več kot polovica mostov v mestu je bila uničenih, skupaj z veliko škodo na cestah in železnicah, kar je še dodatno opustošilo mesto.
Hirošima je bila po vojni obnovljena s pomočjo nacionalne vlade prek zakona o gradnji mesta Hirošima, spominsko mesto miru, sprejetega leta 1949. Zagotovil je finančno pomoč za obnovo, skupaj s podarjenim zemljiščem, ki je bilo prej v lasti nacionalne vlade in ga je uporabljala cesarska vojska.
Leta 1949 je bil izbran načrt za spominski park miru v Hirošimi. Industrijska promocijska dvorana prefekture Hirošima, najbližja ohranjena stavba mestu eksplozije bombe, je bila označena kot kupola Genbaku (原爆ドーム) ali Atomska kupola, del spominskega parka miru v Hirošimi. Spominski muzej miru v Hirošimi je bil odprt leta 1955 v Parku miru.
V Hirošimi je tudi pagoda miru, ki jo je leta 1966 zgradil Nipponzan-Mjōhōdži. Edinstveno je, da je pagoda narejena iz jekla in ne iz običajnega kamna.
Hirošimo je japonski parlament leta 1949 na pobudo župana Šinza Hamaija (1905–1968) razglasil za mesto miru. Posledično je mesto Hirošima prejelo večjo mednarodno pozornost kot zaželena lokacija za mednarodne konference o miru in socialnih vprašanjih. Kot del tega prizadevanja je bilo leta 1992 ustanovljeno Združenje tolmačev in vodnikov Hirošime (HIGA), da bi olajšalo tolmačenje na konferencah. Hirošimski mirovni inštitut je bil ustanovljen leta 1998 v okviru univerze Hirošima. Mestna vlada še naprej zagovarja odpravo vsega jedrskega orožja in župan Hirošime je predsednik Županov za mir, mednarodne županske organizacije, ki mobilizira mesta in državljane po vsem svetu za odpravo in odstranitev jedrskega orožja do leta 2020.
27. maja 2016 je Barack Obama postal prvi predsednik ZDA, ki je obiskal Hirošimo po atomskem bombnem napadu.
Hirošima je v delti reke Ōta, v zalivu Hirošima, na južni strani obrnjena proti Notranjemu morju Seto. Šest kanalov reke deli Hirošimo na več otočkov.
- Spominski park miru v Hirošimi
- Pogled s severozahoda na kupolo atomske bombe in reko Motojasu, Hirošima
- Pekarna Andersen Takaki
- Kupola atomske bombe ponoči

## Geografija

### Podnebje
Hirošima ima vlažno subtropsko podnebje, za katerega so značilne hladne do mile zime in vroča, vlažna poletja. Tako kot večji del Japonske tudi Hirošima poleti doživlja sezonski temperaturni zamik, pri čemer je avgust najtoplejši mesec v letu in ne julij. Padavine so vse leto, čeprav je zima najbolj suha sezona. Najvišja količina padavin je junija in julija, avgust pa je bolj sončen in suh.

### Okrožja
Hirošima ima osem okrožij (ku):
| Okrožje                         | Japonsko | Štev. prebivalcev | Površina (km2) | Gostota (per km2) | Karta |
| ------------------------------- | -------- | ----------------- | -------------- | ----------------- | ----- |
| Aki-ku                          | 安芸区   | 80.702            | 94,08          | 857               |       |
| Asakita-ku                      | 安佐北区 | 148.426           | 353,33         | 420               |       |
| Asaminami-ku                    | 安佐南区 | 241.007           | 117,24         | 2055              |       |
| Higaši-ku                       | 東区     | 121.012           | 39,42          | 3069              |       |
| Minami-ku                       | 南区     | 141.219           | 26,30          | 5369              |       |
| Naka-ku *administrativni center | 中区     | 130.879           | 15,32          | 8543              |       |
| Niši-ku                         | 西区     | 189.794           | 35,61          | 5329              |       |
| Saeki-ku                        | 佐伯区   | 137.838           | 225,22         | 612               |       |
| Prebivalstvo 31. marca 2016     |          |                   |                |                   |       |

### Mestna krajina
- Galerija
- Hirošima City (glavno poslovno območje) (2016)
- Obzorje mesta Hirošima z gore Futaba）
- Postaja Hirošima (2021)
- Okoli postaje Hondōri (2010)
- Spominski park miru v Hirošimi (2010)

### Demografija
Leta 2017 je imelo mesto ocenjeno 1.195.327 prebivalcev. Celotna površina mesta je 905,08 kvadratnih kilometrov, z gostoto prebivalstva 1321 oseb na km2.
Okoli leta 1910 je bilo 143.000 prebivalcev. Pred drugo svetovno vojno je prebivalstvo Hirošime naraslo na 360.000 in leta 1942 doseglo vrh pri 419.182. Po atomskem bombardiranju leta 1945 je število prebivalcev padlo na 137.197. Do leta 1955 se je prebivalstvo mesta vrnilo na predvojno raven.

## Gospodarstvo
•	Mazda Motor Corporation
•	Mitsubishi, Kawasaki, JMUcor IHI Kure Works, Mitsui in druge ladjedelnice na tem območju
•	Mitsubishi HI Kanon in Eba Works, IHI Kure machinery

## Kultura
Hirošima ima profesionalni simfonični orkester, ki nastopa v Wel City Hirošima od leta 1963. V Hirošimi je tudi veliko muzejev, vključno s Hirošimskim spominskim muzejem miru, skupaj z več umetniškimi muzeji. Hirošimski muzej umetnosti, ki ima veliko zbirko francoske renesančne umetnosti, je bil odprt leta 1978. Hirošimski prefekturni umetnostni muzej je bil odprt leta 1968 in je v bližini vrtov Šukei-en. Hirošimski mestni muzej sodobne umetnosti, ki je bil odprt leta 1989, je v bližini parka Hidžijama. Festivali vključujejo Hirošimski festival cvetja in Hirošimski mednarodni festival animacije.
Spominski park miru v Hirošimi, ki vključuje spomenik miru v Hirošimi, pritegne veliko obiskovalcev z vsega sveta, zlasti na spominsko slovesnost miru v Hirošimi, letno komemoracijo na dan atomskega bombardiranja. Park vsebuje tudi veliko zbirko spomenikov, vključno s spomenikom otroškega miru, nacionalno spominsko dvorano miru v Hirošimi žrtvam atomske bombe in številnimi drugimi.
V obnovljenem gradu v Hirošimi (z vzdevkom Ridžō, kar pomeni grad Koi) je muzej življenja v obdobju Edo. Svetišče Hirošima Gokoku je znotraj obzidja gradu. Druge zanimivosti v Hirošimi so Šukei-en, Fudōin, Mitaki-dera in Hidžijama Park.

### Kuhinja
Hirošima je znana po okonomijakiju, slani (umami) palačinki, pečeni na železni plošči, običajno pred očmi stranke. Kuha se z različnimi sestavinami, ki so v plasteh in ne mešane, kot je to storjeno v osaški različico okonomijakija. Plasti so običajno jajca, zelje, fižolovi kalčki (mojaši), narezana svinjina/slanina z izbirnimi sestavinami (majoneza, ocvrti lignji, hobotnica, sir, moči, kimči itd.) in rezanci (soba, udon), preliti z drugo plastjo jajca in velikodušno kepico okonomijaki omake (Carp in Otafuku sta dve priljubljeni znamki). Količina uporabljenega zelja je običajno 3- do 4-krat večja od količine, uporabljene v slogu Osake. Začne se nabirati zelo visoko in se običajno potisne navzdol, ko se zelje kuha. Vrstni red plasti se lahko nekoliko razlikuje glede na slog in želje kuharja, sestavine pa se razlikujejo glede na želje stranke.

## Turizem
Japonsko mesto in prefekturo Hirošima je morda opustošila atomska bomba pred več kot 76 leti, danes pa je to mesto uničenja ena izmed najboljših turističnih destinacij v vsej državi. Statistični podatki, ki jih je objavila državna turistična agencija, so razkrili, da je metropolo leta 2012 obiskalo približno 363.000 obiskovalcev, pri čemer so Američani predstavljali veliko večino te številke, sledijo pa jim Avstralci in Kitajci. Leta 2016 je Hirošimo obiskalo približno 1,18 milijona tujcev, kar je 3,2-kratni skok s približno 360.000 leta 2012. Največja skupina so bili Američani, ki so predstavljali 16 %, sledili so jim Avstralci s 15 %, Italijani z 8 % in Britanci s 6 %. Število kitajskih in južnokorejskih obiskovalcev je bilo majhno in je predstavljalo le 1 % oziroma 0,2 % skupnega števila. 
V bližini Hirošime je veliko priljubljenih turističnih destinacij. Priljubljena destinacija zunaj mesta je otok Icukušima, znan tudi kot Mijadžima, ki je sveti otok s številnimi templji in svetišči. Tudi znotraj Hirošime je veliko priljubljenih destinacij in po spletnih vodnikih so to najbolj priljubljene turistične destinacije v Hirošimi:
1. Spominski muzej miru v Hirošimi
2. Kupola atomske bombe
3. Spominski park miru v Hirošimi
4. Mazda Zoom-Zoom Stadium
5. Grad Hirošima
6. Šukei-en
7. Tempelj Mitaki-dera
8. Svetišče Gokoku
9. Kamijačō in Hatčobori ( Veliko središče v Hirošimi, ki je nakupovalno območje. Neposredno je povezano z avtobusnim centrom Hirošime)
10. Zoološki park Hiroshima City Asa
11. Hirošimski botanični vrt

Drugi priljubljeni kraji v mestu vključujejo nakupovalno arkado Hondōri.

## Pobratena mesta
Hiroshima has ten sister cities: 
- Bologna, Emilija - Romanja, Italija (od maja 1962)
- Čongqing, Kitajska (od oktobra 1986)
- Columbus, Ohio, ZDA (od julija 1990)
- Guernica, Baskija, Španija (od februarja 1961)
- Daegu, Južna Koreja (od maja 1997)
- Hanover, Spodnja Saška, Nemčija (od junija 1983)
- Honolulu, Hawaii, ZDA (od junija 1959)
- Montreal, Quebec, Kanada (od junija 1998)
- Nantes, Pays de la Loire, Francija (od marca 1986)
- Volgograd, Rusija (od september 1972)

Znotraj Japonske ima Hirošima podoben odnos z Nagasakijem.